# It'll Be Okay
«It'll Be Okay» —en español: «Todo saldrá bien»— es una canción del cantante canadiense Shawn Mendes. Fue lanzada a través de Island Records como sencillo, el 1 de diciembre de 2021. La canción fue escrita por Mendes, Scott Harris, Mike Sabath y Eddie Benjamin. Fue producida por Mendes y Sabath y producida adicionalmente por Benjamin y Johan Lenox. Mendes anunció por primera vez «It'll Be Okay» junto con el arte de la portada del sencillo y un fragmento el 30 de noviembre de 2021, fijando su fecha de lanzamiento para el día siguiente a las 7:00 p. m. EST. Junto a la canción se publicó un lyric video. 

## Composición y letra
«It'll Be Okay» es una balada a piano en clave de Sol mayor, con un tempo de 76-80 pulsaciones por minuto, en la que Mendes habla de una ruptura. Comienza la canción "sobre sintetizadores hinchados, como de órgano", cantando: "¿Vamos a conseguirlo? / ¿Va a doler? / Oh, we can try to sedate it / But that never works, yeah". En el pre estribillo, Mendes expresa que no puede vivir sin su pareja tras la ruptura, por lo que se asegura a sí mismo que todo irá bien pronto: "Empiezo a imaginar un mundo en el que no chocamos / Me pone enfermo, pero sanaremos y saldrá el sol". En el estribillo, se desahoga emocionalmente sobre sus sentimientos por la ruptura: "Si no podemos parar la hemorragia, no tenemos por qué arreglarlo / No tenemos por qué quedarnos / Te querré de cualquier forma (Ooh-ooh) / Estará bien (Ooh-ooh)". Más adelante, en la segunda estrofa, canta sobre lo que se echó a perder tras el fin de la relación: "Oh, el futuro con el que soñábamos / Se está desvaneciendo en negro, oh / Y, oh, no hay nada más doloroso". 

## Vídeo musical
El videoclip muestra a Mendes caminando de noche por las calles de Toronto mientras la nieve cae a su alrededor.

## Créditos y personal
Créditos adaptados de Tidal.
- Shawn Mendes - voz, composición, producción
- Scott Harris - composición de canciones
- Mike Sabath - producción, composición, producción vocal
- Eddie Benjamin - producción adicional, composición, bajo
- Johan Lenox - producción adicional, arreglo de cuerdas
- Isaiah Gage - violonchelo
- Marta Honer - viola
- Bianca McClure - violín
- Camille Miller - violín
- Sam Kauffman-Skloff - batería
- George Seara - mezcla, personal de estudio
- Mike Gnocato - asistencia de mezcla, personal de estudio
- Greg Calbi - masterización, personal de estudio
- Alex Pyle - grabación, personal de estudio
- Alisse Laymac - grabación, personal de estudio

## Gráficos

### Gráficos semanales
| Listas (2021–2022)                        | Mejor posición |
| ----------------------------------------- | -------------- |
| Australia (ARIA)                          | 53             |
| Austria (Ö3 Austria Top 40)               | 35             |
| Bélgica (Valonia) (Ultratop 50)           | 16             |
| Canadá (Canadian Hot 100)                 | 46             |
| República Checa (Singles Digitál Top 100) | 58             |
| France (SNEP)                             | 95             |
| Alemania (Offizielle Deutsche Charts)     | 53             |
| Global 200 (Billboard)                    | 49             |
| Greece International (IFPI)               | 89             |
| Iceland (Plötutíðindi)                    | 24             |
| Ireland (IRMA)                            | 53             |
| Lithuania (AGATA)                         | 84             |
| Países Bajos (Dutch Top 40)               | 8              |
| Países Bajos (Mega Single Top 100)        | 23             |
| New Zealand Hot Singles (RMNZ)            | 6              |
| Norway (VG-lista)                         | 5              |
| Portugal (AFP)                            | 45             |
| Singapore (RIAS)                          | 21             |
| Slovakia (Singles Digitál Top 100)        | 92             |
| South Africa (RISA)                       | 88             |
| Sweden (Sverigetopplistan)                | 24             |
| Suiza (Schweizer Hitparade)               | 8              |
| Reino Unido (UK Singles Chart)            | 57             |
| Vietnam (Vietnam Hot 100)                 | 88             |

## Certificaciones
| País (organismo certificador) | Certificación | Unidades certificadas |
| ----------------------------- | ------------- | --------------------- |
| Australia (ARIA)              | Oro           | 35 000                |
| Bélgica (BEA)                 | Oro           | 39 000                |
| Dinamarca (IFPI Dinamarca)    | Oro           | 45 000                |
| Francia (SNEP)                | Oro           | 100 000               |
| Polonia (ZPAV)                | Oro           | 25 000                |
| Portugal (AFP)                | Oro           | 5 000                 |
| Suiza (IFPI Suiza)            | Platino       | 20 000                |